# Золотий блок
Золотий блок — валютний союз Франції та 6 інших країн (Швейцарія, Люксембург, Бельгія, Нідерланди, Італія, Польща), що тримали під час Першої світової кризи 1920-х, 1930-х свої національні валюти прив'язаними до золота (золотий стандарт) і зберігали деякий час паритет між своїми національними валютами.
Після конфіскації золота у громадян США в 1933 і девальвації долара більш ніж на 40% золотий блок став руйнуватися:
- 1934 - Італія вводить валютні обмеження
- 1935 - Бельгія, Люксембург девальвували свої валюти
- 1935 - Польща, жорсткий валютний контроль, заборона вивезення золота
- 1936 - Франція, Нідерланди, скасували золотий стандарт
- 1936 - Франція, Італія девальвували свої валюти.